# Sven Gustaf Youngert
Sven Gustaf Youngert, född den 29 april 1861 i Ljunget, Algutsrum, Öland, död den 26 februari 1939, var en svensk-amerikansk religionshistorisk och filosofisk författare. Han var son till skräddaren Olof Persson och Anna Beata Olsdotter.
Youngert utvandrade efter studier på Fjellstedtska skolan 1886 till Amerika och ingick vid Augustana teologiska seminarium, där han prästvigdes 1892. Han förestod olika svensk-lutherska församlingar och var professor i exegetisk teologi och religionsfilosofi vid Augustana teologiska seminarium 1900-12, 1917-31 och från 1935. Youngert blev filosofie hedersdoktor vid Bethany College 1901 och teologie hedersdoktor vid Augustana College 1905 samt var 1920-21 vice president vid sistnämnda college. Vid Linnéjubileet i Uppsala 1907 representerade han Augustanauniversitetet. Han deltog i de amerikanska lutheranernas samling i National lutheran council of America 1918 och utsändes av detta i juni 1919 som en av de sex medlemmarna i en kommitté, som skulle med en stor penninginsamling söka bringa hjälp åt de genom kriget nödlidande trosförvanterna i Europa, både i entente- och centralmakternas länder. Han besökte därunder Sverige, där han hade viktiga förhandlingar med ärkebiskop Nathan Söderblom, baltiska staterna och Centraleuropa, utrustad med rika hjälpmedel. Youngert redigerade "Ungdoms-Vännen" samt "Augustana theological quarterly" 1912-17 och författade läroböckerna Filosofiens historia (1896) och Compendium of liturgics (1921). Från 1910 var han medarbetare i Hastings "Encyclopaedia of Religions and Ethics".